# Antonio Brognoli
 (février 2024).
Antonio Brognoli, né le 21 décembre 1723 à Brescia où il meurt le 15 février 1807, est un poète et historien italien, actif dans la vie politique et culturelle de Brescia.

## Œuvres
- (la) Hydrostaticae disciplinae propositiones, Parme, Giuseppe Rosati, 1742 (lire en ligne)
- (it) La lode, a sua eccellenza il signor cavaliere Pier Andrea Capello, Brescia, Pietro Pianta, 1760 (lire en ligne)
- (it) Il pregiudizio. Canti dodici, vol. 1, Venise, Colombiani, 1766 (lire en ligne)
- (it) Il pregiudizio. Canti dodici, vol. 2, Venise, Colombiani, 1766 (lire en ligne)
- (it) Elogj di Bresciani per dottrina eccellenti del secolo XVIII, Brescia, Pietro Vescovi, 1785 (lire en ligne)